# Moklobemid

Strukturformel för Moklobemid.

Moklobemid (saluförd som Aurorix, Manerix med mera) är en läkemedelssubstans i klassen MAO-hämmare (RIMA-MAO-hämmare). Det är ett antidepressivt läkemedel som likt andra läkemedel av samma typ verkar genom att hämma enzymet monoaminoxidas i nervändarna i hela nervsystemet. Detta enzym bryter ned monoaminerna noradrenalin och dopamin samt även serotonin trots att det är en tryptamin. 
Kliniska tester med moklobemid började 1977 och preparatet har varit tillgängligt för förskrivning sedan dess. Aurorix är en av de äldsta antidepressiva medicinerna som fortfarande används. 
Läkemedlet används som behandling av depression och social fobi i kombination med psykologisk behandling. Den har visat sig ha effekt vid panikattacker utöver den antidepressiva effekten. Moklobemid ökar halten tillgängligt serotonin, noradrenalin och dopamin genom minskad nedbrytning.

## Interaktioner/biverkningar
MAO-hämmarna kom redan på 1950-talet, men en stor biverkan var att patienterna måste undvika att till exempel äta lagrad ost eller dricka vin, som innehåller tyramin eftersom detta kan leda till förhöjt blodtryck och huvudvärk. MAO-hämmarna drogs därför in och kunde sedan enbart bli utskrivna på licens. Moklobemid tillhör dock en ny generation så kallade selektiva MAO-hämmare. Risken för interaktioner med ost och vin finns visserligen kvar, men den är betydligt mindre än med de äldre preparaten.
Samtidig behandling med selektiva serotoninåterupptagshämmare (SSRI) och tricykliska antidepressiva (TCA) kan leda till ett tillstånd som kallas serotonergt syndrom, därför bör man vänta cirka 14 dagar efter avslutad behandling med preparat av dessa läkemedelsklasser innan man kan påbörja behandling med Aurorix. I övrigt bör man undvika samtidig behandling med andra MAO-hämmare då det kan orsaka förhöjt blodtryck. Syntetiska opiater, såsom Tramadol bör undvikas. Likaså triptaner.
I övrigt har Aurorix ganska milda biverkningar, den ger t.ex. inga negativa sexuella biverkningar.